# تامر عزت
تامر عزت هو مخرج ومونتير مصري وُلد في 22 فبرايرعام 1971 ودرس هندسة الإلكترونيات بالجامعة الأمريكية في القاهرة وتخرج منها عام 1994، ثُم درس الاخراج السينمائي باكاديمية نيويورك للسينما وتخرج منها عام 2001، ثم درس المؤثرات البصرية الخاصة بافلام الديجيتال بجامعة نيويورك والتي تخرج منها عام 2002، وكان مسلسل «أحمد اتجوز منى» الذي عُرض في عام 2007 هو أول عمل تليفزيوني يقوم بإخراجه، وقد اختير فيلمه «لما بنتولد» لتمثيل مصؤ في المسابقة الرسمية لجوائز الأوسكار في فئة الفيلم الأجنبي في عام 2020.

## مسيرته الفنية
عمل تامر عزت في بداية مسؤته المهنية كمونتير فشارك في مونتاج عدد من الأفلام وعمل مع كبار المخرجين والتي كان من أبرزها فيلم «سكوت هنصور» مع المخرج يوسف شاهين في عام 2001، ثُم أخرج أول عمل تليفزيوني له وهو مسلسل «أحمد اتجوز منى» الذي عُرض في عام 2007، ثُم توالت أعماله وتنوعت ما بين الأفلام السينمائية والمسلسلات التليفزيونية والتي كان من أبرزها فيلم «الطريق الدائري» وحلقات أنا الخائن في مسلسل «أنا شهيرة أنا الخائن» وفيلم «لما بنتولد» الذى عُرض للمرة الأولى ضمن فعاليات مهرجان الجونة السينمائى في دورته الثالثة في عام 2019 واختير لتمثيل مصر في مسابقات جوائز الأوسكار في فئة الفيلم الأجنبى.

## أعماله
| سنة العرض | اسم العمل                         | نوع العمل | الدور | ملاحظات                                               |
| --------- | --------------------------------- | --------- | ----- | ----------------------------------------------------- |
| 2019      | لما بنتولد                        | فيلم      |       | مخرج                                                  |
| 2017      | أنا شهيرة ... أنا الخائن          | مسلسل     |       | مخرج الحلقات الخمس الأولى من (أنا الخائن)             |
| 2011      | تحرير 2011: الطيب والشرس والسياسي | فيلم      |       | مخرج الفيلم وشارك بالتمثيل في هذا الفيلم في دور الطيب |
| 2010      | الطريق الدائري                    | فيلم      |       | مخرج ومونتير ومؤلف قصة الفيلم                         |
| 2010      | المسافر                           | فيلم      |       | مونتير                                                |
| 2008      | مكان اسمه الوطن                   | فيلم      |       | مخرج                                                  |
| 2007      | أحمد اتجوز منى (الجزء الثاني)     | مسلسل     |       | مخرج                                                  |
| 2007      | أحمد أتجوز منى (الجزء الأول)      | مسلسل     |       | مخرج                                                  |
| 2001      | سكوت ح نصور                       | فيلم      |       | مونتير                                                |
| 2000      | المدينة                           | فيلم      |       | مونتير                                                |
| 1999      | صبيان وبنات                       | فيلم      |       | مونتير                                                |

## روابط خارجية
- صفحة المخرج على موقع قاعدة بيانات الأفلام العربية